# Liga Departamental de Fútbol de Lambayeque
La Liga Departamental de Fútbol de Lambayeque (cuyas siglas son LIDEFUL) es una de las 25 Ligas Departamentales de Fútbol del Perú y es la entidad rectora de las competiciones futbolísticas del departamento de Lambayeque.
Fue fundada oficialmente en 1978 pero anteriormente funcionaba como Consejo Departamental de Ligas. Su sede se encuentra ubicada en el interior del estadio Elías Aguirre situado en Calle Insurrección S/N en la Urbanización Bancarios de la ciudad de Chiclayo. Su presidente actual es Agustín Lozano Saavedra.
Forma parte del Sistema Nacional de la Copa Perú y clasifica a dos equipos para la Etapa Nacional de ese torneo.

## Ligas Provinciales
La Liga Departamental administra a las tres Ligas Provinciales que conforman el departamento:
- Liga Provincial de Chiclayo
- Liga Provincial de Ferreñafe
- Liga Provincial de Lambayeque

## Lista de campeones
| Año  | Campeón                                   | Ciudad                                    | Subcampeón                                | Ciudad                                    |
| ---- | ----------------------------------------- | ----------------------------------------- | ----------------------------------------- | ----------------------------------------- |
| 1966 | Juan Aurich                               | Chiclayo                                  | Universitario                             | Lambayeque                                |
| 1967 | San Lorenzo                               | Chiclayo                                  |                                           |                                           |
| 1968 | San Lorenzo                               | Chiclayo                                  |                                           |                                           |
| 1969 | Unión Tumán                               | Tumán                                     | San Luis                                  | José L. Ortiz                             |
| 1970 | Unión Tumán                               | Tumán                                     |                                           |                                           |
| 1971 | Deportivo Municipal                       | Lambayeque                                | Deportivo Municipal                       | Ferreñafe                                 |
| 1972 | Cultural Pucalá                           | Pucalá                                    | Sport Soriano                             | Lambayeque                                |
| 1973 | Cultural Pucalá                           | Pucalá                                    | Estudiantes Unidos                        | José L. Ortiz                             |
| 1974 | Cultural Pucalá                           | Pucalá                                    | Boca Junior                               | Ferreñafe                                 |
| 1975 | Cultural Pucalá                           | Pucalá                                    | Boca Junior                               | Ferreñafe                                 |
| 1976 | Boca Juniors                              | Chiclayo                                  | Atlético Melgar                           | Jayanca                                   |
| 1977 | Deportivo Municipal                       | Chiclayo                                  |                                           |                                           |
| 1978 | Los Aguerridos                            | Monsefú                                   |                                           |                                           |
| 1979 | Los Aguerridos                            | Monsefú                                   |                                           |                                           |
| 1980 | Corinthians                               | Picsi                                     | Los Aguerridos                            | Monsefú                                   |
| 1981 | Atlético Porvenir                         | Chiclayo                                  |                                           |                                           |
| 1982 | Deportivo Cañaña                          | Lambayeque                                |                                           |                                           |
| 1983 | Deportivo Cañaña                          | Lambayeque                                |                                           |                                           |
| 1984 | San Lorenzo                               | Ferreñafe                                 |                                           |                                           |
| 1985 | Deportivo Cañaña                          | Lambayeque                                |                                           |                                           |
| 1986 | Juan Aurich                               | Chiclayo                                  | Cachorro                                  | Motupe                                    |
| 1987 | Piladora San Martín                       | Ferreñafe                                 |                                           |                                           |
| 1988 | Juan Pardo y Miguel                       | Pátapo                                    | Vasco da Gama                             | Olmos                                     |
| 1989 | Siete de Enero                            | Chiclayo                                  |                                           |                                           |
| 1990 | Siete de Enero                            | Chiclayo                                  |                                           |                                           |
| 1991 | Universitario                             | Lambayeque                                |                                           |                                           |
| 1992 | San Lorenzo                               | Chiclayo                                  | Huracán                                   | Mochumí                                   |
| 1993 | Juan Pardo y Miguel                       | Pátapo                                    | Cruz de Chalpón                           | Motupe                                    |
| 1994 | Boca Juniors                              | Chiclayo                                  | 7 de agosto                               | Lambayeque                                |
| 1995 | Sport Boys                                | Tumán                                     | Cachorro                                  | Motupe                                    |
| 1996 | Mariscal Sucre                            | Ferreñafe                                 |                                           |                                           |
| 1997 | Juan Aurich                               | Chiclayo                                  |                                           |                                           |
| 1998 | Deportivo Pomalca                         | Pomalca                                   | Cachorro                                  | Motupe                                    |
| 1999 | Deportivo Pomalca                         | Pomalca                                   |                                           |                                           |
| 2000 | Deportivo Pomalca                         | Pomalca                                   | Jacinto Muro                              | Pítipo                                    |
| 2001 | Deportivo Pomalca                         | Pomalca                                   |                                           |                                           |
| 2002 | Flamengo                                  | José L. Ortiz                             | Jacinto Muro                              | Pítipo                                    |
| 2003 | Flamengo                                  | José L. Ortiz                             |                                           |                                           |
| 2004 | Flamengo                                  | José L. Ortiz                             | Universidad de Chiclayo                   | Chiclayo                                  |
| 2005 | Boca Junior                               | Ferreñafe                                 | Juan Aurich                               | Chiclayo                                  |
| 2006 | Boca Junior                               | Ferreñafe                                 | Juan Aurich                               | Chiclayo                                  |
| 2007 | Juan Aurich                               | Chiclayo                                  | Cruzada Deportiva                         | Eten                                      |
| 2008 | Deportivo Pomalca                         | Pomalca                                   | Universidad Señor de Sipán                | Chiclayo                                  |
| 2009 | Universidad de Chiclayo                   | Chiclayo                                  | Deportivo Dínamo                          | Chiclayo                                  |
| 2010 | Universidad Señor de Sipán                | Chiclayo                                  | Deportivo Pomalca                         | Pomalca                                   |
| 2011 | Los Caimanes                              | Puerto Eten                               | Deportivo Pomalca                         | Pomalca                                   |
| 2012 | Deportivo Pomalca                         | Pomalca                                   | Willy Serrato                             | Pimentel                                  |
| 2013 | Universidad Señor de Sipán                | Chiclayo                                  | Willy Serrato                             | Pimentel                                  |
| 2014 | La Nueva Alianza                          | Chiclayo                                  | Sport Boys                                | Tumán                                     |
| 2015 | Construcción Civil                        | José L. Ortiz                             | Alianza Vista Alegre                      | Oyotún                                    |
| 2016 | Pirata FC                                 | José L. Ortiz                             | La Nueva Alianza                          | Chiclayo                                  |
| 2017 | Juan Aurich Pastor                        | Batangrande                               | Carlos Stein                              | Chiclayo                                  |
| 2018 | Pirata FC                                 | José L. Ortiz                             | Carlos Stein                              | José L. Ortiz                             |
| 2019 | Carlos Stein                              | José L. Ortiz                             | JJ Arquitectura                           | Íllimo                                    |
| 2020 | No se disputó por la Pandemia de COVID-19 | No se disputó por la Pandemia de COVID-19 | No se disputó por la Pandemia de COVID-19 | No se disputó por la Pandemia de COVID-19 |
| 2021 | No se disputó por la Pandemia de COVID-19 | No se disputó por la Pandemia de COVID-19 | No se disputó por la Pandemia de COVID-19 | No se disputó por la Pandemia de COVID-19 |
| 2022 | Los Tucos                                 | Oyotún                                    | Deportivo La Balsa                        | Batangrande                               |
| 2023 | Juan Pablo II College                     | Chongoyape                                | Juventud La Joya                          | Lambayeque                                |
| 2024 | Deportivo Lute                            | Zaña                                      | San Martín de Filoque                     | Olmos                                     |
| 2025 |                                           |                                           |                                           |                                           |

## Palmarés

### Por equipo
| Club                    | Títulos                                | Subcampeonatos |
| ----------------------- | -------------------------------------- | -------------- |
| Deportivo Pomalca       | 6 (1998, 1999, 2000, 2001, 2008, 2012) | 2 (2010, 2011) |
| Juan Aurich             | 4 (1966, 1986, 1997, 2007)             | 2 (2005, 2006) |
| Cultural Pucalá         | 4 (1972, 1973, 1974, 1975)             | -              |
| San Lorenzo (C)         | 3 (1967, 1968, 1992)                   | -              |
| Deportivo Cañaña        | 3 (1982, 1983, 1985)                   | -              |
| Flamengo                | 3 (2002, 2003, 2004)                   | -              |
| Boca Junior (F)         | 2 (2005, 2006)                         | 2 (1974, 1975) |
| Los Aguerridos          | 2 (1978, 1979)                         | 1 (1980)       |
| USS                     | 2 (2010, 2013)                         | 1 (2008)       |
| José Pardo              | 2 (1969,1970)                          | -              |
| Boca Juniors (C)        | 2 (1976, 1994)                         | -              |
| Juan Pardo y Miguel     | 2 (1988, 1993)                         | -              |
| Siete de Enero          | 2 (1989,1990)                          | -              |
| Pirata FC               | 2 (2016, 2018)                         | -              |
| Carlos Stein            | 1 (2019)                               | 2 (2017, 2018) |
| Universitario           | 1 (1991)                               | 1 (1966)       |
| Sport Boys              | 1 (1995)                               | 1 (2014)       |
| UDCH                    | 1 (2009)                               | 1 (2004)       |
| La Nueva Alianza        | 1 (2014)                               | 1 (2016)       |
| Deportivo Municipal (L) | 1 (1971)                               | -              |
| Deportivo Municipal (C) | 1 (1977)                               | -              |
| Corinthians             | 1 (1980)                               | -              |
| Atlético Porvenir       | 1 (1981)                               | -              |
| San Lorenzo (F)         | 1 (1984)                               | -              |
| Piladora San Martín     | 1 (1987)                               | -              |
| Mariscal Sucre          | 1 (1996)                               | -              |
| Los Caimanes            | 1 (2011)                               | -              |
| Construcción Civil      | 1 (2015)                               | -              |
| Juan Aurich Pastor      | 1 (2017)                               | -              |
| Los Tucos               | 1 (2022)                               | -              |
| Juan Pablo II College   | 1 (2023)                               | -              |
| Deportivo Lute          | 1 (2024)                               | -              |

### Por Localidad
| Localidad     | Títulos | Total |
| ------------- | --- | ----- |
| Chiclayo      | Juan Aurich (1966, 1986, 1997, 2007) San Lorenzo (1967, 1968, 1992) Boca Juniors (1976, 1994) Siete de Enero (1989, 1990) USS (2010, 2013) Deportivo Municipal (1977) Atlético Porvenir (1981) UDCH (2009) La Nueva Alianza (2014) | 17    |
| José L. Ortiz | Flamengo (2002, 2003, 2004) Pirata FC (2016, 2018) Construcción Civil (2015) Carlos Stein (2019) | 07    |
| Pomalca       | Deportivo Pomalca (1998, 1999, 2000, 2001, 2008, 2012) | 06    |
| Ferreñafe     | Boca Junior (2005, 2006) San Lorenzo (1984) Piladora San Martín (1987) Mariscal Sucre (1996) | 05    |
| Lambayeque    | Deportivo Cañaña (1982, 1983, 1985) Deportivo Municipal (1971) Universitario (1991) | 05    |
| Pucalá        | Cultural Pucalá (1972, 1973, 1974, 1975) | 04    |
| Tumán         | José Pardo (1969,1970) Sport Boys (1995) | 03    |
| Monsefú       | Los Aguerridos (1978, 1979) | 02    |
| Pátapo        | Juan Pardo y Miguel (1988, 1993) | 02    |
| Batangrande   | Juan Aurich Pastor (2017) | 01    |
| Chongoyape    | Juan Pablo II College (2023) | 01    |
| Oyotún        | Los Tucos (2022) | 01    |
| Picsi         | Corinthians (1980) | 01    |
| Puerto Eten   | Los Caimanes (2011) | 01    |
| Zaña          | Deportivo Lute (2024) | 01    |